# アリョーナ・マルティニューク
アリョーナ・マルティニューク（Aliona Martiniuc、1991年6月22日 - ）は、モルドバの女子バレーボール選手である。

## 来歴
モルドバのルィブニツァ出身。父親からの勧めもあり12歳のときにバレーボールをはじめた。
2008/09シーズンよりルーマニアリーグのVC Unic LPS Piatra Neamtに入団し、プロとしてのキャリアをスタートさせる。2009年にモルドバ代表に初選出される。世界選手権'10欧州大陸予選に出場した。その後、トルコ、ポーランドのリーグを経て、2018/19シーズンに韓国リーグのGSカルテックスに移籍した。
2020年10月19日、V.LEAGUE DIVISION1のヴィクトリーナ姫路への入団が発表。新型コロナウィルスの感染拡大による影響を受けてチームへの合流が遅れていたが、非感染症検査および外部接触禁止期間を経てチームに合流。
2021年4月24日、ヴィクトリーナ姫路からの退団が発表された。
2024年9月、SV.LEAGUE所属の群馬グリーンウイングス入団が発表された。
2025年4月、2024-25シーズン限りでの退団が発表された。

## 所属チーム
- VC Unic LPS Piatra Neamt（2008-2009年）
- CSU Medicina Targu Mures（2009-2010年）
- Tomis Constanta（2010-2012年）
- Canakkale Belediyespor （2012-2013年）
- Seramiksan SK（2013-2014年）
- Bolu Bld.（2014-2015年）
- Samsun Spor（2015-2016年）
- Gumushane Genclerbirligi（2016-2017年）
- MKS Dabrowa Gornicza（2017-2018年）
- GSカルテックス（2018-2019年）
- Proton-Saratov（2019-2020年）
- ヴィクトリーナ姫路（2020-2021年）
- Tulitsa Tula（2021-2022年）
- CSM Lugoj（2022-2024年）
- 群馬グリーンウイングス（2024-2025年）

## 個人成績
V.LEAGUEの個人成績は下記の通り（交流戦・プレーオフを含む）。
| 大会        | 所属        | 出場   | 出場     | アタック | アタック | アタック | アタック | バックアタック | バックアタック | バックアタック | バックアタック | アタック決定本数 | ブロック | ブロック   | サーブ | サーブ     | サーブ | サーブ | サーブ | サーブ | サーブレシーブ | サーブレシーブ | サーブレシーブ | 総得点 |
| ----------- | ----------- | ------ | -------- | -------- | -------- | -------- | -------- | -------------- | -------------- | -------------- | -------------- | ---------------- | -------- | ---------- | ------ | ---------- | ------ | ------ | ------ | ------ | -------------- | -------------- | -------------- | ------ |
| 大会        | 所属        | 試合数 | セット数 | 打数     | 得点     | 失点     | 決定率   | 打数           | 得点           | 失点           | 決定率         | セット平均       | 得点     | セット平均 | 打数   | ノータッチ | エース | 失点   | 効果   | 効果率 | 受数           | 成功           | 成功率         | 総得点 |
| V1 20-21    | 姫路        | 20     | 35       | 225      | 74       | 13       | 32.9     | 41             | 14             | 3              | 34.1           | 2.11             | 7        | 0.20       | 46     | 0          | 1      | 5      | 11     | 5.4    | 0              | 0              | -              | 8      |
| 通算：1大会 | 通算：1大会 | 20     | 35       | 225      | 74       | 13       | 32.9     | 41             | 14             | 3              | 34.1           | 2.11             | 7        | 0.20       | 46     | 0          | 1      | 5      | 11     | 5.4    | 0              | 0              | -              | 82     |